# Połonne Zabłocie
Połonne Zabłocie (biał. Палоннае Забалацце; ros. Полонное Заболотье) – wieś na Białorusi, w obwodzie brzeskim, w rejonie prużańskim, w sielsowiecie Linowo, przy drodze republikańskiej P101.
Dawniej istniały dwie osobne wsie: Połonne oraz Zabłocie. Współczesna miejscowość Połonne Zabłocie leży w miejscu Połonnego. Wieś Zabłocie obecnie nie istnieje. W dwudziestoleciu międzywojennym Połonne oraz Zabłocie leżały w Polsce, w województwie poleskim, w powiecie prużańskim.